# Валерона (Гросето)
Валерона (итал. Vallerona) је насеље у Италији у округу Гросето, региону Тоскана.
Према процени из 2011. у насељу је живело 243 становника. Насеље се налази на надморској висини од 574 м.